# 磯田啓二
磯田 啓二（いそだ けいじ、1934年（昭和9年）3月8日 - 2019年（令和元年）11月12日）は、日本の映画プロデューサー。
京都府京都市出身。妻は映画プロデューサーの大西悦子（本名：磯田悦子）。

## 略歴
松竹京都撮影所、松竹大船撮影所を経てフリーランスとなり、個人事務所「株式会社磯田事務所」を設立。多数の映画・テレビドラマを手掛ける。
2019年（令和元年）11月12日午前3時8分、多臓器不全のため、東京都渋谷区の自宅で死去。85歳没。

## 作品
- 嫉妬（1971年）
- 告白的女優論（1971年）
- 冒険者たち（1975年）
- 怪異談 生きてゐる小平次（1982年）
- 塀の中の懲りない面々（1987年）
- 塀の中のプレイボール（1987年）
- さらば愛しのやくざ（1990年）

### 著書
- 熱眼熱手の人 私説・映画監督伊藤大輔の青春：愛媛県宇和島市出身の映画監督である伊藤大輔の青春を描いたもの。
- 偽小説東洲斎写楽